# Bethlehemacker
Bethlehemacker ist ein Quartier der Stadt Bern. Es gehört zu den 2011 bernweit festgelegten 114 gebräuchlichen Quartieren und liegt im Stadtteil VI Bümpliz-Oberbottigen, dort im statistischen Bezirk Bethlehem. Angrenzende Quartiere sind Ackerli, Holenacker, Eichholz, Altes Bethlehem und Blumenfeld. Im Westen grenzt es an den Grossen Bremgartenwald.
Im Jahr 2022 betrug die Wohnbevölkerung 1887 Personen, davon 1257 Schweizer und 630 Ausländer.

## Geschichte
Die Siedlung Bethlehemacker I entstand zwischen 1943 und 1947 in fünf Etappen und war vor allem für Bewohner mit kleinem Einkommen gedacht. Architekten waren insbesondere Hans und Gret Reinhard. Dazu wurden eine Schule und eine Kirche gebaut. Die Bauzeit war kurz, die finanziellen und bautechnischen Mittel waren beschränkt. Wesentliche Teile der Siedlung sind heute im Bauinventar der Stadt Bern als schützenswert und somit als kantonale Objekte (K-Objekte) klassifiziert.
Die Siedlung Bethlehemacker II als Grossüberbauung wurde ab 1966 geplant und in den Jahren 1968 bis 1974 gebaut. Dazu gehören fünf Hochhäuser, und sie umfasst 872 neue Wohnungen. Ein Kindergarten, ein Geschäftszentrum und eine Autoeinstelhalle wurden mit gebaut. Für den Bau riss man Reihenhäuser der Siedlung I ab.

## Kultur, Bildung und Gewerbe
Die Schulanlage Bethlehemacker besteht aus einem Oberstufengebäude, einem Turnhallengebäude und fünf Schulpavillons. Die ältesten Teile der Anlage sind fast 70 Jahre alt. Für einen Ersatzneubau sind 63,6 Millionen Franken gesprochen. Die Schulpavillons sowie das Turnhallengebäude sollen saniert werden. Der Neubau des Oberstufengebäudes wird das erste Plus-Energie-Schulhaus der Stadt Bern.
Das Domicil Bethlehemacker als Kompetenzzentrum Demenz bietet 73 Betreuungs- und Pflegeplätze in Zweierzimmern. Diese können für Tages- und/oder Nachtaufenthalte genutzt werden und so auch betreuende Angehörige zeitweilig entlasten. Die Reformierte Kirchgemeinde Bethlehem unterhält in Bethlehemacker eine Kirche und ein Gemeindezentrum.
Ein Einkaufszentrum von Coop mit Baumarkt, Lebensmittelabteilung, Restaurant, Elektronik- und Möbelgeschäft dient der Versorgung und der Begegnung. Entlang der Eymattstrasse finden sich einige Läden und Gewerbe.

## Verkehr
Die Strassenbahnlinie 8 und die Postautolinie 101 verbinden Bethlehemacker mit dem Zentrum. Der Bus 27 verkehrt tangential zwischen Niederwangen-Bahnhof und Weyermannshaus Bad. Die Autobahn A1 ist über die Ausfahrt Bern-Bethlehem schnell erreichbar.